# ماسایا ناکامورا (بازیگر)
ماسایا ناکامورا (انگلیسی: Masaya Nakamura؛ زادهٔ ۳۰ آوریل ۱۹۸۶) بازیگر سینما، و بازیگر اهل ژاپن است.